# Wayne Carson
Pour les articles homonymes, voir Carson.
Wayne Carson Head, plus connu sous le nom de scène de Wayne Carson (parfois crédité Wayne Carson Thompson), né le 31 mai 1943 à Denver et mort le 20 juillet 2015 à Nashville, est un auteur-compositeur et musicien de country américain. Il est connu pour avoir composé de nombreux tubes mondialement célèbres comme le titre Always on My Mind interprété par Elvis Presley, ou The Letter, interprété par le groupe The Box Tops et récompensé par un Grammy Award en 2011.